# Camerton (Somerset)
Camerton is een civil parish in het bestuurlijke gebied Bath and North East Somerset, in het Engelse graafschap Somerset met 655 inwoners. Het ligt op een kleine tien kilometer ten zuidwesten van Bath.

## Geschiedenis
Camerton werd reeds vermeld in het Domesday Book van 1086. Indertijd telde men er een bevolking van 22 huishoudens. De belastingen brachten jaarlijks een royale 10 geldum op.
Aan het begin van de negentiende eeuw kon het dorpje sterk uitbreiden vanwege de nabij gelegen kolenmijnen. In 1870/72 werd er een bevolking van 1368 personen geteld. De laatste daarvan sloot in 1950.
Van 1882 tot 1951 had Camerton een station aan een zijtak van de Great Western Railway, hoofdzakelijk voor het vervoer van goederen. Reizigersvervoer werd in 1915 opgeschort, in 1923 hervat en in 1925 geheel beëindigd.

## Monumenten
De plaats heeft veertien vermeldingen op de Britse monumentenlijst. Daaronder bevindt zich de dorpskerk, waarvan de oudste delen uit de vijftiende eeuw stammen. In 1638 werd de kerk uitgebreid en mogelijk grondig verbouwd. In 1891 gebeurde dat opnieuw.

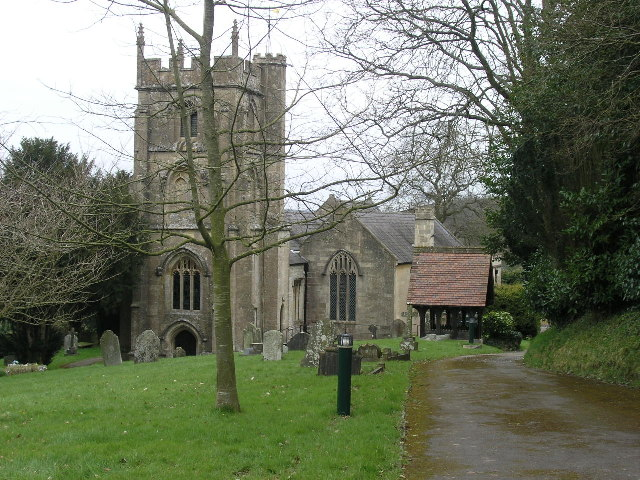
Kerk St. Peter